# 英氏裸胸鱔
英氏裸胸鱔，又稱英氏裸胸鯙，為輻鰭魚綱鰻鱺目鯙亞目鯙科的其中一種，分布於西太平洋的新喀里多尼亞海域，體長可達100公分，為底棲性魚類，屬肉食性，生活習性不明。

## 擴展閱讀
維基物種上的相關：英氏裸胸鱔